# Оук Ридж
Оук Ридж (на английски: Oak Ridge) е град в източната част на Съединените американски щати, част от окръзите Андерсън и Роуан в щата Тенеси. Населението му е около 29 000 души (2010).
Разположен е на 259 m надморска височина в Долината на Тенеси, на десния бряг на река Клинч и на 30 km западно от Ноксвил. Селището е създадено през 1942 година около голям завод за обогатяване на уран на Проекта „Манхатън“ и до наши дни в основата на икономиката на града са няколко ядрени съоръжения с гражданско и военно предназначение.

## Известни личности
Родени в Оук Ридж
- Гор Вербински (р. 1964), режисьор
- Меган Фокс (р. 1986), актриса